# Сивогръд ширококлюн
Сивогръдият ширококлюн (Serilophus lunatus) е вид птица от семейство Ширококлюнови (Eurylaimidae).

## Разпространение
Видът е разпространен в Бангладеш, Бутан, Камбоджа, Китай, Индия, Индонезия, Лаос, Малайзия, Мианмар, Непал, Тайланд и Виетнам.